# Pla Barre

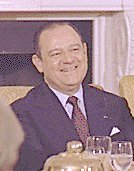
Raymond Barre elaborador del Pla Barre.

El Pla Barre va ser el pla d'integració econòmica adoptat per la Comunitat Europea, antecessora de l'actual Unió Europea.

## Història
Raymond Barre va ser designat vicepresident de la Comissió Europea el 1967 pel President de França, Charles de Gaulle, romanent en aquest lloc fins al 1972. Com comissari responsable dels Assumptes Econòmics i Financers, Barre va elaborar el pla que porta el seu nom i el va presentar durant la Cimera de la Haia de 1969. A l'any següent, el seu pla és adoptat pel Consell dels Ministres però no és aplicat plenament de forma immediata.

## Contingut
Aquest pla establia tres etapes de d'integració gradual, basats en la unió monetària, la unió fiscal, aconseguida amb l'establiment de l'Impost sobre el Valor Afegit (IVA), i la formulació d'una política pressupostària i social comuna.
Pel que fa a la unitat política, la comunitat va adoptar el 1975 l'Informe Vedel sobre el Parlament Europeu; es va establir un repartiment proporcional d'escons per als països membres i l'elecció directa pels ciutadans, que no formarien grups nacionals, sinó ideològics. El primer parlament es va elegir el 1979.
La Unió Econòmica i Monetària era la tercera fase, i va entrar en vigor el 1999. Per passar a aquesta fase els Estats havien de complir els requisits d'estabilitat de preus i estabilitat monetària, i establir límits al dèficit pressupostari públic, el deute públic i el tipus d'interès.